# Elizabet z Courtenay

Erb Courteneyů

Elizabeth z Courtenay (francouzsky Elisabeth de Courtenay) byla francouzská princezna.
Narodila se nejspíše roku 1199 do rodiny latinského císaře Petra II. z Courtenay a jeho druhé manželky Jolandy z Flander. Když vyrostla, rodiče ji jako náctiletou provdali za bulharského cara Borila. Ten však zemřel již v roce 1218.[zdroj⁠?!] Proto jí rodina rychle našla nového manžela sira Waltera z Baru, ovšem i ten záhy zemřel, manželství netrvalo ani rok. Až třetí manželství s Eudem I., lordem z Montage bylo delší a narodily se z něj děti:
- Alexandr z Montage (1221–1249)
- Guillaume I., lord z Montaigu (1222-1300)
- Filip z Montage, lord z Chagny (narozen 1227)
- Gaucher z Montage, Lord z Jambles, (narozen 1230)
- Eudes z Montage (narozen 1231)
- Marguerite, lady z Villeneuve (narozena 1232)
- Nejmenovaná dcera (zemřela mladá)
- Nejmenovaná dcera (zemřela mladá)

Elizabeth z Courtenay zemřela po roce 1269.